# Comfort Cove-Newstead
Comfort Cove-Newstead é uma pequena cidade localizada na província canadense de Terra Nova e Labrador. De acordo com o censo canadense de 2016, a cidade tinha uma população de 407 habitantes.